# Igorre
Igorre – gmina w Hiszpanii, w prowincji Biskaja, w Kraju Basków, o powierzchni 17,28 km². W 2011 roku gmina liczyła 4235 mieszkańców.